# Polski Trambesj
Polski Trambesj (Bulgaars: Полски Тръмбеш) is een stad en een gemeente in de Bulgaarse oblast Veliko Tarnovo in Bulgarije. Op 31 december 2020 telde de stad 3.810 inwoners.

## Geografie

### Ligging
De stad ligt op 36 kilometer afstand van de provinciale hoofdstad  Veliko Tarnovo, op 45 kilometer afstand van Svisjtov, op 35 km afstand van Pavlikeni, op 33 km afstand van Gorna Orjachovitsa, op 22 km afstand van  Bjala en op 40 km afstand van Strazjitsa.
De gemeente Polski Trambesj is gelegen in het noordoostelijke deel van de oblast Veliko Tarnovo. Met een oppervlakte van 463,652 vierkante kilometer is het de zesde van de 10 gemeenten van de oblast en beslaat het 9,95% van het grondgebied. De grenzen zijn als volgt:
- in het oosten - gemeente Strazjitsa;
- in het zuidoosten - gemeente Gorna Orjachovitsa;
- in het zuiden - gemeente Veliko Tarnovo;
- in het westen - gemeente Pavlikeni;
- in het noordwesten - gemeente Svisjtov;
- in het noorden - gemeente Tsenovo van de oblast Roese;
- in het noordoosten - Bjala gemeente van de oblast Roese.

## Bevolking
Op 31 december 2020 telde de stad Polski Trambesj 3.810 inwoners en de gemeente Polski Trambesj zo'n 12.363 inwoners. De gemeente kampt met ongunstige demografische indicatoren: er is een hoge mate van ontvolking, denataliteit en vergrijzing. De gemeente Polski Trambesj kampt al sinds de telling van 1946 met een teruglopend inwonersaantal: er woonden toen destijds meer dan 37.000 personen in de gemeente. De stad Polski Trambesj bereikte daarentegen een maximum inwonersaantal in 1985, de laatste volkstelling voor de val van het communisme, toen er 6.800 personen werden geregistreerd. 
| Jaar     | 1934   | 1946   | 1956   | 1965   | 1975   | 1985   | 1992   | 2001   | 2011   | 2020   |
| Stad     | 4 507  | 5 067  | 6 072  | 4 702  | 6 636  | 6 831  | 5 471  | 5 199  | 4 359  | 3 810  |
| Gemeente | 34 557 | 37 001 | 35 803 | 30 344 | 27 277 | 23 610 | 21 150 | 18 678 | 14 451 | 12 363 |

### Religie
De laatste volkstelling werd uitgevoerd in februari 2011 en was optioneel. Van de 14.451 inwoners reageerden er 10.160 op de volkstelling. Van deze 10.160 ondervraagden waren er 7.802 lid van de Bulgaars-Orthodoxe Kerk, oftewel 76,8% van de bevolking. Verder werden er 1.147 moslims geteld, oftewel 11,3% van de bevolking. De rest van de bevolking had een andere geloofsovertuiging of was niet religieus. 
| Religieuze samenstelling in februari 2011 | Religieuze samenstelling in februari 2011 | Religieuze samenstelling in februari 2011 | Religieuze samenstelling in februari 2011 | Religieuze samenstelling in februari 2011 |
| ----------------------------------------- | ----------------------------------------- | ----------------------------------------- | ----------------------------------------- | ----------------------------------------- |
|                                           |                                           |                                           |                                           |                                           |
| Bulgaars-Orthodoxe Kerk                   | Bulgaars-Orthodoxe Kerk                   |                                           | 76,79%                                    | 76,79%                                    |
| Katholieke Kerk                           | Katholieke Kerk                           |                                           | 0,56%                                     | 0,56%                                     |
| Protestantisme                            | Protestantisme                            |                                           | 1,39%                                     | 1,39%                                     |
| Islam                                     | Islam                                     |                                           | 11,29%                                    | 11,29%                                    |
| Geen                                      | Geen                                      |                                           | 3,74%                                     | 3,74%                                     |
| Anders/ Onbekend                          | Anders/ Onbekend                          |                                           | 6,23%                                     | 6,23%                                     |

## Kernen
De gemeente Polski Trambesj bestaat uit 15 nederzettingen: de gelijknamige hoofdplaats Polski Trambesj en veertien dorpen.
| Plaatsnaam        | Cyrillisch        | Bevolking (2020) |
| ----------------- | ----------------- | ---------------- |
| Polski Trambesj   | Полски Тръмбеш    | 3.810            |
| Ivantsja          | Иванча            | 377              |
| Karantsi          | Каранци           | 242              |
| Koetsina          | Куцина            | 636              |
| Klimentovo        | Климентово        | 630              |
| Maslarevo         | Масларево         | 415              |
| Obedinenie        | Обединение        | 601              |
| Orlovets          | Орловец           | 406              |
| Pavel             | Павел             | 516              |
| Polski Senovets   | Полски Сеновец    | 572              |
| Petko Karavelovo  | Петко Каравелово  | 1.551            |
| Radanovo          | Раданово          | 1.631            |
| Stefan Stambolovo | Стефан Стамболово | 205              |
| Strachilovo       | Страхилово        | 679              |
| Varzoelitsa       | Вързулица         | 90               |
| Totaal            |                   | 12.363           |

Bestuurlijk centrum: Veliko Tarnovo
 Elena · Gorna Orjachovitsa · Ljaskovets · Pavlikeni · Polski Trambesj · Soechindol · Strazjitsa · Svisjtov · Veliko Tarnovo · Zlataritsa